# Kangmei Pharmaceutical
Kangmei Pharmaceutical Company Limited («Канмэй Фармасьютикал») — китайская фармацевтическая компания, специализируется на средствах традиционной китайской медицины; входит в число крупнейших публичных компаний страны.

## История
Компанию основал в июне 1997 года в уезде Пунин предприниматель Ма Синтянь. В марте 2001 года Kangmei Pharmaceutical вышла на Шанхайскую фондовую биржу. В 2012 году компания запустила Индекс цен на лекарственное сырье китайской медицины «Канмэй». В конце 2018 года компания оказалась под следствием по подозрению в махинациях.   
В 2019 году рыночная капитализация Kangmei Pharmaceutical превысила 47 млрд юаней, однако вскоре компания оказалась в центре финансового скандала, признавшись, что использовала фальшивые документы и подавала ложные финансовые отчёты на общую сумму свыше 100 млрд юаней. Компания оказалась на грани дефолта, торговля её акциями была приостановлена, она была исключена из индекса MSCI, но Kangmei спасли государственные вливания. В 2020 году Kangmei Pharmaceutical и несколько её руководителей были оштрафованы регулирующими органами Китая; в ноябре 2021 года бывший председатель Kangmei Ма Синтянь был приговорен к тюремному заключению.
В 2023 году Kangmei Pharmaceutical заняла 1995-е место в рейтинге Forbes Global 2000, однако в 2024 году выбыла из списка.

## Деятельность
Kangmei Pharmaceutical разрабатывает и производит средства традиционной китайской медицины, в том числе на основе женьшеня, шалфея, дудника и жимолости (включая различные добавки для лечения простуды и укрепления иммунитета). Также компания производит лекарства и ингредиенты для лекарств (в том числе кларитромицин, доксазозин, парацетамол, псевдоэфедрин), продукты для здорового питания и медицинское оборудование, занимается управлением недвижимостью.
По итогам 2023 года основные продажи Kangmei Pharmaceutical пришлись на средства китайской медицины (47,8 %), средства западной медицины (29,6 %), здоровое питание (10,3 %), операции с недвижимостью (9,2 %) и медицинские инструменты (2,1 %). Все 100 % оборота компании пришлись на материковый Китай.

## Акционеры
Крупнейшими акционерами Kangmei Pharmaceutical являются Комитет по контролю и управлению государственным имуществом провинции Гуандун (25,78 %), Ма Синтянь (4,11 %), Minmetals International Trust (1,7 %), Guangdong Finance Trust (1,33 %), Shenzhen Qianhai Chongming Wanfang Equity Investment (1,2 %) и Chang An International Trust (1,08 %).